# Янкелевич, Владимир
Владимир Янкелевич (фр. Vladimir Jankélévitch; 31 августа 1903, Бурж, Франция — 10 апреля 1985, Париж, Франция) — французский философ и музыкальный писатель.

## Биография
Родился 31 августа 1903 года в Бурже. Родители Владимира, по профессии врачи, были евреями — выходцами из тогдашней Российской империи (а именно Одессы); отец, Самюэль Янкелевич, был первым во Франции переводчиком Фрейда (переводившим, кроме того, Шеллинга, Гегеля, Бенедетто Кроче и др.).
Вначале Владимир ходил в школу в Бурже, затем переехал с семьёй в Париж, где посещал лицей Монтеня и лицей Людовика Великого. С 1922 года изучал философию в Высшей нормальной школе, где в числе его преподавателей были Эмиль Брейе и Леон Брюнсвик. В 1925 году окончил парижскую Школу восточных языков (по специальности «русский язык»).
В 1924 году была опубликована первая статья Янкелевича, посвящённая Бергсону и Гюйо («Deux philosophes de la vie : Bergson et Guyau»). С этого времени регулярно публиковался в философских журналах.
В 1926 году получил степень агреже по философии; в 1927—1933 годах преподавал философию во Французском институте в Праге, в 1933—1939 и 1945—1952 годах — в университете Лилля (с 1939 года работал там же профессором).
В 1939—1945 годах — профессор университета в Тулузе, с 1952 года — Парижского университета.
С началом Второй мировой войны Владимир Янкелевич был призван в армию; после ранения демобилизовался. С 1940 года участвовал в Движении Сопротивления. После окончания войны возобновил преподавательскую деятельность, которую продолжал вплоть до 1979 года.
В 1938 году вышла первая книга Янкелевича, посвящённая музыке: «Габриэль Форе и его мелодии» («Gabriel Fauré et ses mélodies»). С 1944 года он был ответственным за музыкальные передачи Национального радиовещания Франции.
Ушёл из жизни 10 апреля 1985 года в Париже, в возрасте 81 года. Похоронен на кладбище Шатне-Малабри.

## Творчество
Работы Янкелевича по истории философии, особенно ранние, посвящены в основном анализу философии отдельных мыслителей, таких как Бергсон и Шеллинг. Его собственная рефлексия, по определению Дидье Жюлиа, — это «прежде всего экзистенциальный анализ души». Философские труды Янкелевича, такие как «Нечистая совесть» (1933), «Ирония, или чистая совесть» (1936), «Альтернатива» (1938), «О лжи» (1943), «Зло» (1947), «Трактат о добродетелях» (1949), «Самоограничение и нравственный образ жизни» (1956), «Чистое и нечистое» (1960), «Смерть» (1966), «Необратимое и ностальгия» (1974), «Трагедия культуры и другие эссе» (1979) затрагивают проблемы этики, эстетики, эпистемологии; особняком стоят произведения, связанные с философией морали: «Революция и традиция» (1947), «Прощение» (1967) и «Простить ли?» (1971).
Ряд работ Владимира Янкелевича посвящён классической и современной музыке. В них представлены как портреты музыкантов в контексте эпохи, так и наблюдения над развитием музыкальных направлений, стилей и жанров. В числе его музыковедческих сочинений — «Морис Равель» (1939), «Дебюсси и тайна» (1949), «Музыка и несказанное» (1961), «От музыки к молчанию» (1974—1979).

### Философия
- Henri Bergson. Paris, 1931.
- L’Odyssée de la conscience dans la dernière philosophie de Schelling. Paris, 1933.
- Valeur et signification de la mauvaise conscience. Paris, 1933.
- L’Ironie. Paris, 1936.
- L’Alternative. Paris, 1938.
- Du Mensonge. Lyon, 1942.
- Le Mal. Cahiers du Collège philosophique. Paris, 1947.
- Traité des vertus. Paris, 1949.
- Philosophie première. Introduction à une philosophie du presque. Paris, 1954.
- L’Austérité et la vie morale. Paris, 1956.
- Le Je-ne-sais-quoi et le Presque-rien. Paris, 1957.
- Le Pur et l’Impur. Paris, 1960.
- L’Aventure, l’Ennui et le Sérieux. Paris, 1963.
- La Mort. Flammarion, Paris, 1966.
- Le Pardon. Paris, 1967.
- Pardonner? Paris, 1971.
- L’Irréversible et la Nostalgie. Paris, 1974.
- Le Paradoxe de la morale. Paris, 1981.
- La Présence lointaine. Albeniz, Séverac, Mompou. Paris, 1983.

### Музыковедение
- G. Fauré, ses mélodies, son esthétique, P., 1938, 1951
- Ravel, P., 1939, 1965
- Debussy et le mystère, Neuchâtel, 1949
- La rhapsodie, verve et improvisation musicale, P., 1955
- Le nocturne. Fauré. Chopin et la nuit. Satie et le matin, P., 1957
- La musique et l’ineffable, P., 1961
- Fauré et l’Inexprimable. De la musique au silence, Bd. 1. P., 1974.
- Debussy et le mystère de l’instant. De la musique au silence, Bd. 2., P., 1974.
- Liszt et la Rhapsodie: essai sur la virtuosité. De la musique au silence, Bd. 3, P., 1979.